# Rubén Inácio
Rubén Inácio, född 5 november 1958, är en angolansk friidrottare. Han deltog vid olympiska sommarspelen 1980.